# Palsou
Le Palsou est une rivière française du Massif central, affluent de la Dordogne, qui coule dans les départements de la Corrèze et du Lot.

## Géographie
Il prend sa source vers 280 mètres d'altitude, en Nouvelle-Aquitaine, sur la commune de Sioniac, à deux kilomètres au nord du bourg.
Il entre ensuite en région Occitanie et arrose Bétaille avant de confluer avec la Dordogne en rive droite, à deux kilomètres au sud de Vayrac.